# Kiraŭsk
Kiraŭsk (belarusiska: Кіраўск) är en stad i Belarus.   Den ligger i voblasten Mahiljoŭs voblast, i den centrala delen av landet, 140 km sydost om huvudstaden Horad Mіnsk. Kiraŭsk ligger 162 meter över havet och antalet invånare är 8 817.

## Natur
Terrängen runt Kiraŭsk är mycket platt. Trakten är glest befolkad. Kiraŭsk är det största samhället i trakten.